# HaCon

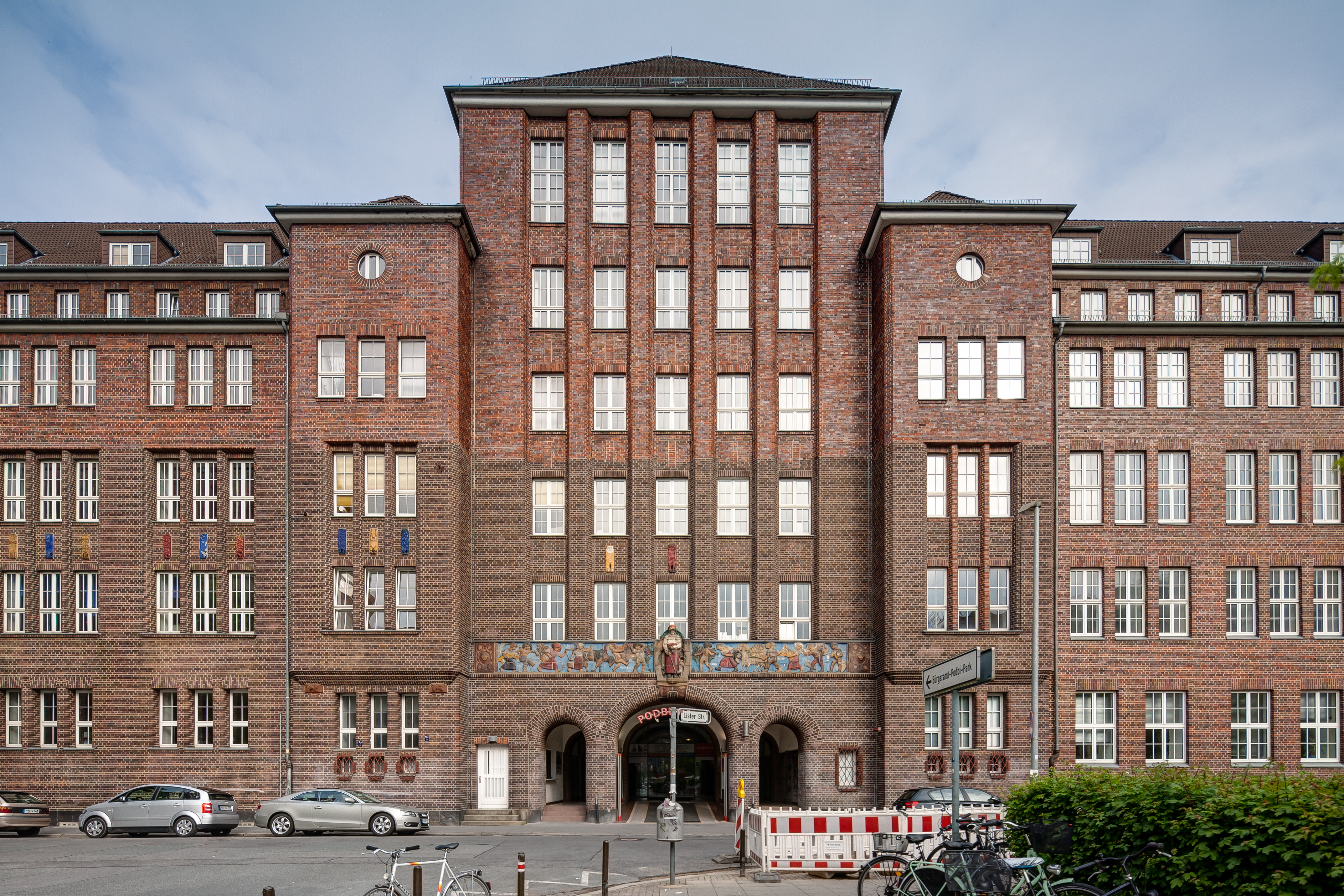
Hauptsitz der HaCon im Gewerbekomplex Podbi-Park

Die HaCon Ingenieurgesellschaft mbH mit Sitz in Hannover ist ein Softwareentwicklungsunternehmen für Mobilitätslösungen. Das Unternehmen ist seit 2017 eine 100-prozentige Tochtergesellschaft der Siemens AG. Neben seinem Hauptsitz in Hannover hat HaCon Büros in Berlin, Paris und London. 2019 hatte das Unternehmen 400 Mitarbeiter. Im Jahr 2018 erzielte das Unternehmen einen Gewinn von € 6,1 Mio. bei einem Umsatz von € 44 Mio.
2015 wurde das Unternehmen vom Magazin MIT Technology Review als eine von zwei deutschen Firmen in die Liste der 50 smartest Companies 2015 aufgenommen.
Der Hauptsitz liegt im Podbi-Park, einem Gewerbekomplex der früher zur Gänze, heute nur noch teilweise vom hannoverschen Keksproduzenten Bahlsen genutzt wird.

## Geschichte
HaCon wurde 1984 von Marian Gaidzik, Werner Kretschmer und Volker Sustrate gegründet. Der Ursprung des Unternehmens liegt in der Entwicklung des Fahrplanauskunftssystems HAFAS (HaCon Fahrplan-Auskunfts-System) für die Deutsche Bahn. Ende der 1980er Jahre wurde mit Kurs 90 die erste computerunterstützte Fahrplanauskunft in Deutschland entwickelt. Mit einem speziellen Algorithmus sollten Auskünfte binnen sechs Sekunden ausgegeben werden können.
Die Offline-Versionen, die früher via Disketten beziehungsweise CDs vertrieben wurden, waren eine Zeit lang im Internet herunterladbar, so bei der Deutschen Bahn sowie für den gesamtschweizerischen Fahrplan beim Zürcher Verkehrsverbund. Beide Betreiber stellten diesen Dienst auf den Fahrplanwechsel 2014/15 ein. Die ÖBB ein Jahr später zum Fahrplanwechsel 2015/16. Die Offline-Fahrpläne umfassten nur Soll-Daten und konnten bei Bedarf über eine Update-Funktion mit Fahrplanaktualisierungen (in der DB-Version bis Ende 2013 auch mit Preisdatenupdates) versorgt werden. Die Software lief unter Microsoft Windows, zuvor auch unter MS-DOS.
Aus diesen Anfängen hat sich HAFAS als Plattform für Mobility as a Service (MaaS) am Markt etabliert und ermöglicht unter anderem in Deutschland, der Schweiz, Dubai und den USA eine Verkehrsträger-übergreifende Routenplanung (sogenanntes intermodales Routing) mit integrierter Ticket-Buchung. Mittlerweile werden über 100 Millionen Routenberechnungen täglich abgefragt. HAFAS ist das Herzstück der App DB Navigator.
Neben dem Geschäftsbereich HAFAS wurden mit Train Planning System und Consulting inzwischen zwei weitere Geschäftsbereiche aufgebaut. Train Planning System unterstützt Infrastrukturbetreiber (z. B. Network Rail, SNCF Réseau, Banedanmark, Bane NOR) als auch Eisenbahnverkehrsunternehmen (z. B. SNCF, DSB) bei der operativen Fahrplanerstellung. Der Bereich Consulting unterstützt Kunden bei Projekten im Schienengüterverkehr, insbesondere im Kombinierten Verkehr.
Auch für das Flottenmanagement wird inzwischen eine Softwarelösung angeboten.